# Sutton (Massachusetts)
Sutton é uma vila localizada no condado de Worcester no estado estadounidense de Massachusetts. No Censo de 2010 tinha uma população de 8.963 habitantes e uma densidade populacional de 101,7 pessoas por km².

## Geografia
Sutton encontra-se localizado nas coordenadas 42° 07′ 55″ N, 71° 45′ 01″ O. Segundo o Departamento do Censo dos Estados Unidos, Sutton tem uma superfície total de 88.13 km², da qual 83.94 km² correspondem a terra firme e (4.76%) 4.2 km² é água.

## Demografia
Segundo o censo de 2010, tinha 8.963 pessoas residindo em Sutton. A densidade populacional era de 101,7 hab./km². Dos 8.963 habitantes, Sutton estava composto pelo 96.97% brancos, o 0.44% eram afroamericanos, o 0.13% eram amerindios, o 0.94% eram asiáticos, o 0.09% eram insulares do Pacífico, o 0.22% eram de outras raças e o 1.22% pertenciam a duas ou mais raças. Do total da população o 1.28% eram hispanos ou latinos de qualquer raça.
Solomon Sibley, primeiro prefeito de Detroit, Michigan, nasceu em Sutton.